# Marko Car
Marko Car (Karlovac, 21. listopada 1985.) hrvatski je profesionalni košarkaš. Igra na poziciji beka šutera, a kad treba i razigravača, te je trenutačno član košarkaškog kluba Cedevite. 

## Karijera

### Početci
Karijeru je započeo u domaćem klubu Šanac Karlovac te je nastupajući za njih bio ponajbolji igrač A-2 lige Centar. Dobre igre 2006. omogućile su mu odlazak u veći klub, točnije su Split. Ondje je u sezoni 2005./06. za oko 19 minuta u prosjeku bilježio 7.5 poena po susretu. Sljedeće sezone nastupio u devet utakmica za Žute ubacivši ukupno 10 koševa za prosječne 4 minute na parketu. U prosincu 2007. suspendiran je nakon gostovanja u Širokom Brijegu, te je bio nezadovoljan svojom minutažom. Zbog toga mu je klub izašao u susret i 14. prosinca službeno je napustio Split. Ubrzo je pronašao novi klub i 12. siječnja 2008. pojačao redove tadašnjeg A-1 ligaša Osijeka 2006. Međutim, klub nije uspio očuvati prvoligaški status te je na završetku sezone i njega napustio. Sljedeću sezonu 2007./08. započeo je grčkom Egaleu, ali je ubrzo napustio klub. 8. studenog 2008. postao je član ciparskog kluba Etha Engomis. Kada je stigao na Cipar Etha je bila posljednjeplasirana momčad ciparskog prvenstva, ali dolaskom Cara postao je glavnim igračem momčadi koju je odveo sedmu pozicije na ljestvici s pet pobjeda i osam poraza. 

### KK Zadar
Dok je još igrao u dresu Etha Engomisa, trener Zadra Zmago Sagadin zbog nemara u klupskoj administraciji prilikom registriranja Paola Tičine poželio je novog razigravača, te se odlučio za Cara. U veljači 2008. stigao je kao slobodan igrač u redove Zadra. Dva mjeseca nakon što je potpisao za Zadar, Sagadin je dobio teške kritike javnosti zbog toga što je doveo igrača koji je većinom sjedio na klupi. Nakon loma ruke Roka Stipčevića, prvog razigravača Zadra, priliku, te osjetniju minutažu dobio je on i Toni Prostran. U Torinu se ozlijedio Stipčević pa je Car u pobjedama protiv Cibone, Cedevita i Šibenika počeo u petorci i bio važna figura, a pohvalu trenera dobio je za obrambeni učinak nakon utakmica s Cibonom (18 minuta, 5 koševa, 3 skoka, 2 ukradene) i Cedevitom (35 minuta, 11 poena, 7 ukradenih, 4 dodavanja). Protiv Šibenika je za 21 minutu zabio 12 poena, skupio je 4 skoka, uz 3 dodavanja i 3 ukradene lopte. Time je opovrgnuo navode da je u Zadar stigao prvenstveno "zbog treninga". U utakmici protiv bivšeg kluba Splita izjavio je da je imao posebnih motiva nakon što nije dobio pravu priliku. U pobjedi Zadra ugradio 15 poena i pet asistencija, a imao je i samo jednu izgubljenu loptu za 36 minuta igre.
Završetkom sezone istjecao mu je dosadašnji ugovor, ali je 13. kolovoza 2009. službeno produžio svoj ugovor s KK Zadar na još dvije godine.
Sezona 2009./2010. bila je iznimno uspješna te se Car nametnuo kao glavni igrač na poziciji "2". Nakon brojnih kriza klub se stabilizirao na kraju sezone i osvoji drugo mjesto u hrvatskom prvenstvu, s Carem kao jednim od glavnih oslonaca. Pogotovo u utakmici s Cedevitom gdje je zabio 28 koševa i imao valorizaciju 29.

## Vanjske poveznice
- Profil na NLB.com